# Henio Żytomirski
Henio Żytomirski (hebr. הניו ז'יטומירסקי; ur. 25 marca 1933 w Lublinie, zm. prawdopodobnie 9 listopada 1942 w niemieckim obozie zagłady na Majdanku w Lublinie) – żydowski chłopiec z Lublina, ofiara Holokaustu. Pochodził z lubelskiej zasymilowanej rodziny żydowskiej. Kiedy wybuchła II wojna światowa, miał 6 lat. W 1941 roku wraz z całą rodziną musiał przenieść się do lubelskiego getta. W 1942 roku getto zostało zlikwidowane, a Henio podzielił los tysięcy lubelskich Żydów. Dzięki działaniom upamiętniającym Zagładę lubelskich Żydów, jego postać stała się jednym z symboli Holokaustu w Polsce.

## Rodzina Żytomirskich
Historia rodziny Żytomirskich została zrekonstruowana w niewielkim stopniu. Wiadomo, że dziadek Henia Żytomirskego, Froim Żytomirski, urodził się w 1880 roku w Międzybóżu na Podolu. Swoją przyszłą żonę, pochodzącą z Rygi Chaję (z domu Mełamed), poznał pod koniec XIX wieku w Warszawie. Doczekali się pięciorga dzieci. Wiadomo, że Froim był zaangażowany w życie religijne gminy warszawskiej – nie wiadomo, czym zajmował się zawodowo.
Po I wojnie światowej Żytomirscy przenieśli się do Lublina i zamieszkali przy ulicy Lubartowskiej 22. Rodzina Chai pozostała w Warszawie, zaś kuzynka Froima, Lena Hechtman, wyemigrowała do USA. W Lublinie Froim Żytomirski był właścicielem sklepu papierniczego.
Jego syn, Samuel (Szmuel), poślubił Sarę (z domu Oxman) i uzyskał wykształcenie pedagogiczne. Najpierw pracował jako nauczyciel w szkole żydowskiej w Warszawie, a następnie w Bychawskiej Szkole Powszechnej (był jej założycielem i prawdopodobnie dyrektorem). Uczył historii i literatury. Szmuel był zwolennikiem nowych trendów edukacyjnych w szkolnictwie żydowskim (żydowskie szkoły świeckie Tarbut miały program nauczania wzorowany na szkołach polskich, ale z naciskiem na język hebrajski). Jest prawdopodobne, że oprócz pracy w Bychawie nauczał również w Lublinie. Sara prowadziła sklep. W 1933 roku urodził się ich syn Henio.
Córka Froima Sonia wyszła za mąż za Józefa Kornberga, a następnie osiedli w Kazimierzu Dolnym. W 1936 roku urodził się ich syn Abraham. Estera i Rachela, dwie inne córki Froima, były niezamężne.
Drugi syn, Leon (Jehuda), wyemigrował do Palestyny w 1937 roku. Podobnie jak jego ojciec Froim i brat Szmuel, Leon był zwolennikiem idei syjonistycznych. Na emigracji ożenił się z Chaną (z domu Hochberg). Cała rodzina Żytomirskich starała się o wyjazd do Palestyny, ale bez skutku. 1 września 1939 roku wybuchła wojna. Z całej rodziny przeżył tylko Leon Żytomirski.
Szczegóły życia Henia Żytomirskiego i jego rodziny udało się odtworzyć dzięki córce Leona, Necie Żytomirskej-Avidar, graficzce z Izraela. W 2001 roku przyjechała ona do Lublina i przywiozła ze sobą kilka listów i zdjęć z albumu rodzinnego. W Lublinie spotkała się z pracownikami Ośrodka „Brama Grodzka – Teatr NN”, którzy są zaangażowani w zachowywanie pamięci o żydowskiej społeczności miasta. Po rozmowie z nimi postanowiła wysłać do Lublina także inne dokumenty z rodzinnego archiwum.
|        |        |        |        |        |        |        |        |               |               |               |               |               |               |  |  |       |       |       |       |         |         |         |         |                |                | Froim Żytomirski | Froim Żytomirski | Froim Żytomirski | Froim Żytomirski | Froim Żytomirski | Froim Żytomirski |        |        |        |        |        |        | Chaja (Mełamed) | Chaja (Mełamed) | Chaja (Mełamed) | Chaja (Mełamed) | Chaja (Mełamed) | Chaja (Mełamed) |               |               |       |       |                  |                  |                  |                  |                  |                  |        |        |         |         |         |         |         |         |  |  |
|        |        |        |        |        |        |        |        |               |               |               |               |               |               |  |  |       |       |       |       |         |         |         |         |                |                | Froim Żytomirski | Froim Żytomirski | Froim Żytomirski | Froim Żytomirski | Froim Żytomirski | Froim Żytomirski |        |        |        |        |        |        | Chaja (Mełamed) | Chaja (Mełamed) | Chaja (Mełamed) | Chaja (Mełamed) | Chaja (Mełamed) | Chaja (Mełamed) |               |               |       |       |                  |                  |                  |                  |                  |                  |        |        |         |         |         |         |         |         |  |  |
|        |        |        |        |        |        |        |        |               |               |               |               |               |               |  |  |       |       |       |       |         |         |         |         |                |                |                  |                  |                  |                  |                  |                  |        |        |        |        |        |        |                 |                 |                 |                 |                 |                 |               |               |       |       |                  |                  |                  |                  |                  |                  |        |        |         |         |         |         |         |         |  |  |
|        |        |        |        |        |        |        |        |               |               |               |               |               |               |  |  |       |       |       |       |         |         |         |         |                |                |                  |                  |                  |                  |                  |                  |        |        |        |        |        |        |                 |                 |                 |                 |                 |                 |               |               |       |       |                  |                  |                  |                  |                  |                  |        |        |         |         |         |         |         |         |  |  |
| Szmuel | Szmuel | Szmuel | Szmuel | Szmuel | Szmuel |        |        | Sara (Oksman) | Sara (Oksman) | Sara (Oksman) | Sara (Oksman) | Sara (Oksman) | Sara (Oksman) |  |  | Sonia | Sonia | Sonia | Sonia | Sonia   | Sonia   |         |         | Józef Kornberg | Józef Kornberg | Józef Kornberg   | Józef Kornberg   | Józef Kornberg   | Józef Kornberg   |                  |                  | Estera | Estera | Estera | Estera | Estera | Estera |                 |                 | Leon            | Leon            | Leon            | Leon            | Leon          | Leon          |       |       | Chana (Hochberg) | Chana (Hochberg) | Chana (Hochberg) | Chana (Hochberg) | Chana (Hochberg) | Chana (Hochberg) |        |        | Rachela | Rachela | Rachela | Rachela | Rachela | Rachela |  |  |
| Szmuel | Szmuel | Szmuel | Szmuel | Szmuel | Szmuel |        |        | Sara (Oksman) | Sara (Oksman) | Sara (Oksman) | Sara (Oksman) | Sara (Oksman) | Sara (Oksman) |  |  | Sonia | Sonia | Sonia | Sonia | Sonia   | Sonia   |         |         | Józef Kornberg | Józef Kornberg | Józef Kornberg   | Józef Kornberg   | Józef Kornberg   | Józef Kornberg   |                  |                  | Estera | Estera | Estera | Estera | Estera | Estera |                 |                 | Leon            | Leon            | Leon            | Leon            | Leon          | Leon          |       |       | Chana (Hochberg) | Chana (Hochberg) | Chana (Hochberg) | Chana (Hochberg) | Chana (Hochberg) | Chana (Hochberg) |        |        | Rachela | Rachela | Rachela | Rachela | Rachela | Rachela |  |  |
|        |        |        |        |        |        |        |        |               |               |               |               |               |               |  |  |       |       |       |       |         |         |         |         |                |                |                  |                  |                  |                  |                  |                  |        |        |        |        |        |        |                 |                 |                 |                 |                 |                 |               |               |       |       |                  |                  |                  |                  |                  |                  |        |        |         |         |         |         |         |         |  |  |
|        |        |        |        |        |        |        |        |               |               |               |               |               |               |  |  |       |       |       |       |         |         |         |         |                |                |                  |                  |                  |                  |                  |                  |        |        |        |        |        |        |                 |                 |                 |                 |                 |                 |               |               |       |       |                  |                  |                  |                  |                  |                  |        |        |         |         |         |         |         |         |  |  |
|        |        |        |        | Henryk | Henryk | Henryk | Henryk | Henryk        | Henryk        |               |               |               |               |  |  |       |       |       |       | Abraham | Abraham | Abraham | Abraham | Abraham        | Abraham        |                  |                  |                  |                  |                  |                  | Netta  | Netta  | Netta  | Netta  | Netta  | Netta  |                 |                 | Nachum Avidar   | Nachum Avidar   | Nachum Avidar   | Nachum Avidar   | Nachum Avidar | Nachum Avidar |       |       | Jakob            | Jakob            | Jakob            | Jakob            | Jakob            | Jakob            |        |        | Erela   | Erela   | Erela   | Erela   | Erela   | Erela   |  |  |
|        |        |        |        | Henryk | Henryk | Henryk | Henryk | Henryk        | Henryk        |               |               |               |               |  |  |       |       |       |       | Abraham | Abraham | Abraham | Abraham | Abraham        | Abraham        |                  |                  |                  |                  |                  |                  | Netta  | Netta  | Netta  | Netta  | Netta  | Netta  |                 |                 | Nachum Avidar   | Nachum Avidar   | Nachum Avidar   | Nachum Avidar   | Nachum Avidar | Nachum Avidar |       |       | Jakob            | Jakob            | Jakob            | Jakob            | Jakob            | Jakob            |        |        | Erela   | Erela   | Erela   | Erela   | Erela   | Erela   |  |  |
|        |        |        |        |        |        |        |        |               |               |               |               |               |               |  |  |       |       |       |       |         |         |         |         |                |                |                  |                  |                  |                  |                  |                  |        |        |        |        |        |        |                 |                 |                 |                 |                 |                 |               |               |       |       |                  |                  |                  |                  |                  |                  |        |        |         |         |         |         |         |         |  |  |
|        |        |        |        |        |        |        |        |               |               |               |               |               |               |  |  |       |       |       |       |         |         |         |         |                |                |                  |                  |                  |                  |                  |                  |        |        |        |        |        |        |                 |                 |                 |                 |                 |                 |               |               |       |       |                  |                  |                  |                  |                  |                  |        |        |         |         |         |         |         |         |  |  |
|        |        |        |        |        |        |        |        |               |               |               |               |               |               |  |  |       |       |       |       |         |         |         |         |                |                |                  |                  | Yuwal            | Yuwal            | Yuwal            | Yuwal            | Yuwal  | Yuwal  |        |        | Szmuel | Szmuel | Szmuel          | Szmuel          | Szmuel          | Szmuel          |                 |                 | Jakob         | Jakob         | Jakob | Jakob | Jakob            | Jakob            |                  |                  | Dganit           | Dganit           | Dganit | Dganit | Dganit  | Dganit  |         |         |         |         |  |  |

## Życiorys Henia

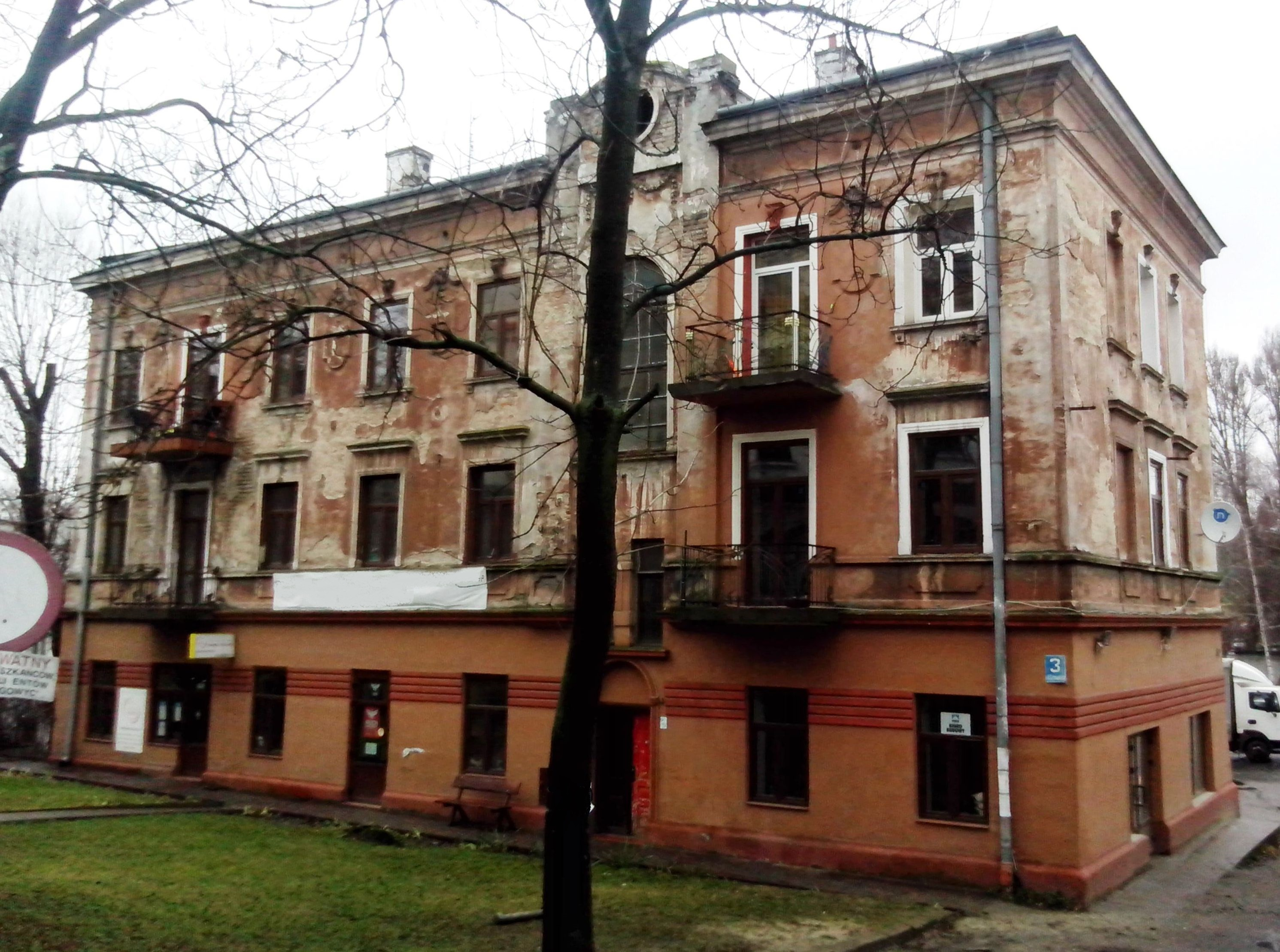
Dom przy ulicy Szewskiej 3, gdzie rodzina Żytomirskich mieszkała do 1941 roku

Henio Żytomirski urodził się 25 marca 1933 w Lublinie. Był jedynym dzieckiem w rodzinie. Od września 1937 rozpoczął naukę w przedszkolu. Wakacje w lipcu 1938 spędził na wsi Rudy koło Puław. Kuzynka pisze o nim jako o żywym i energicznym dziecku. Zachowane są zdjęcia z prawie każdego roku życia Henia (w wieku do sześciu lat). Jego ostatnie zdjęcie zostało zrobione 5 lipca 1939 na schodach Oddziału Banku Gospodarstwa Krajowego w Lublinie. Na nim Henio, ubrany w białą koszulkę, szorty w kratkę i skarpetki w paski, nieśmiało uśmiecha się do zdjęcia.
W lecie 1939 roku chłopiec uczył się jeździć na swoim nowym rowerze i przygotowywał do pójścia do szkoły. Jego ojciec chciał, aby Henio uczył się hebrajskiego, żeby później wyjechać do Palestyny. Plany te udaremnił wybuch II wojny światowej.
Na początku wojny ojciec Henia, Szmuel, na pewien czas pojechał do Lwowa, starając się uzyskać zgodę dla rodziny na opuszczenie kraju. Próba ta zakończyła się niepowodzeniem, a on wrócił do Lublina. 24 marca 1941 Żytomirskim kazano opuścić mieszkanie na ul. Szewskiej 3 i przenieść się do getta, gdzie zamieszkali na ul. Kowalskiej 11. Szmuel został pracownikiem Judenratu i pracownikiem poczty w getcie. Ciotki Henia, Rachela i Estera, pracowały w getcie, a jego matka w domu. Dziadek Froim 10 listopada 1941 zmarł na tyfus. Przed śmiercią poprosił o pochówek w pobliżu bramy cmentarza, aby był „pierwszym, który zobaczy wyzwolenie Lublina”. Jednak w 1943 roku, podczas likwidacji cmentarza, grób i nagrobek Froima Żytomirskiego zostały zniszczone.
W nocy z 16 na 17 marca 1942 roku Niemcy rozpoczęli likwidację lubelskiego getta. Najprawdopodobniej do 20 kwietnia 1942 wszystkie kobiety z rodziny Żytomirskich zostały deportowane do obozu zagłady w Bełżcu w ramach Operacji Reinhard. Henio z ojcem zostali przeniesieni do getta na Majdanie Tatarskim (jednej z dzielnic Lublina).
Ostatni list Szmuela Żytomirskiego, gdzie jest wspomnienie o Heniu, został ostemplowany w genewskim biurze Czerwonego Krzyża 8 stycznia 1943 (data pisania listu nie jest znana, z pewnością został napisany dużo wcześniej):

Kochany Leonie! Pozdrowienia otrzymałem. Niezmiernie wzruszony. Ojciec zmarł 10 listopada 1941 r. Ja z Heniusiem jesteśmy razem. Pozdrów Chanę i całą moją rodzinę.
Samuel

Po likwidacji getta na Majdanie Tatarskim 9 listopada 1942 jego więźniów przetransportowano do obozu koncentracyjnego na Majdanku. Najprawdopodobniej tego samego dnia Henio zginął w komorze gazowej wraz z innymi dziećmi i starszymi jako niezdolnymi do pracy.
Jego ojciec został wysłany do obozu pracy na Wieniawie, gdzie budowano stadion sportowy w miejscu zniszczonego cmentarza żydowskiego. W swoim ostatnim liście do krewnych, wysłanym 19 marca 1943, Szmuel Żytomirski pisał tylko o sobie, co oznacza, że inni członkowie rodziny w tym czasie już nie żyli. Szczegóły śmierci Szmuela nie są znane. Najprawdopodobniej został rozstrzelany podczas akcji Erntefest.

## Upamiętnienie Henia
Na podstawie rekonstrukcji historii życia Henia lubelski Ośrodek „Brama Grodzka – Teatr NN” zrealizował szereg projektów poświęconych zachowaniu pamięci o żydowskiej społeczności Lublina.
W ramach projektu „Listy do Getta” od 2001 roku młodzież lubelska wysyłała listy na losowo wybrane adresy domów, które istniały w getcie lubelskim (z których większość została zniszczona w 1942 roku przez hitlerowców). Następnie listy te wracały do nadawców z adnotacjami „nie ma takiego adresu” lub „adresat nieznany”. W 2002 roku wśród odbiorców tych listów po raz pierwszy pojawił się Henio Żytomirski. Od 2005 roku projekt ten – już pod nazwą „Listy do Henia” – koncentruje się na historii chłopca i realizowany jest w ramach obchodów „Dnia Pamięci o Holokauście i przeciwdziałaniu zbrodniom przeciw ludzkości”. „Nie da się zapamiętać 40 tysięcy twarzy lubelskich ofiar Holocaustu. Zapamiętaj chociaż jedną”.
Począwszy od 2005 roku, 19 kwietnia na schodach Banku Pekao przy Krakowskim Przedmieściu 64 (przed wojną siedziba Banku Gospodarstwa Krajowego) instalowana jest reprodukcja ostatniego zdjęcia Henia – to jest to samo miejsce, gdzie chłopiec został sfotografowany w 1939 roku na dwa miesiące przed wybuchem wojny. W tym miejscu instalowana jest także specjalna skrzynka, do której wszyscy goście – uczniowie lubelskich szkół i przypadkowi przechodnie – wrzucają listy napisane do Henia. Uczniowie biorą wcześniej udział w warsztatach, których celem jest zapoznanie uczestników z tematem Holokaustu przez pryzmat losu jednego dziecka.

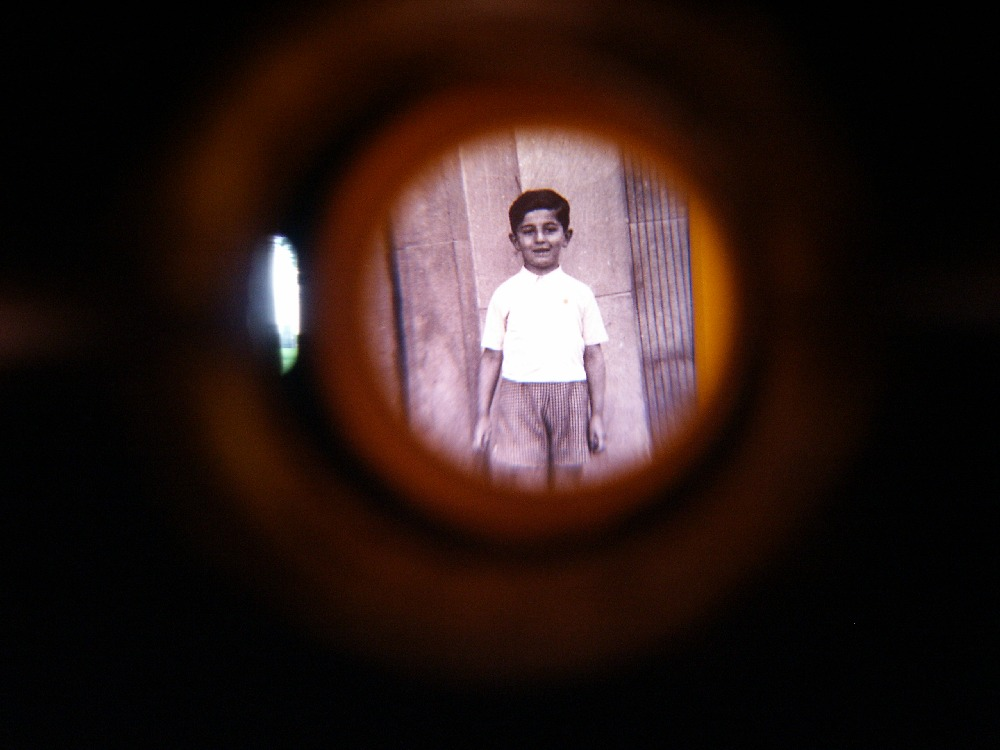
Zdjęcie Henia na wystawie „Elementarz”

„Elementarz – Dzieci w obozie na Majdanku”. W 2003 roku w ramach programu UE „Nazistowskie obozy koncentracyjne w pamięci historycznej” Ośrodek „Brama Grodzka – Teatr NN” we współpracy z Państwowym Muzeum na Majdanku przygotował wystawę „Elementarz – Dzieci w obozie na Majdanku”. Wystawa ulokowana jest w obozowym baraku nr 53 i poświęcona czwórce dzieci, które były więźniami obozu: żydowskim – Henrykowi Żytomirskiemu i Halinie Grynsztejn, Polce Janinie Buczek i Białorusinowi Piotrowi Kiriszczence. Przestrzeń baraku symbolicznie dzieli się na dwie części – „świat szkoły i elementarza” oraz „świat obozu”. Wystawa pokazuje losy dzieci w obozie koncentracyjnym, które zostały przymusowo wyrzucone z prostego i naiwnego świata elementarza i rzucone w świat obozu. Wystawa jest niedostępna dla zwiedzających.
Utworzone zostały dwa web-albumy zdjęć – jeden poświęcony wyłącznie chłopcu, a drugi jego rodzinie. Pomimo stosunkowo niewielkiej ilości materiału, albumy mają znaczną wartość historyczną i przekazują informacje na temat życia Żydów w Lublinie przed wojną. Analiza zdjęć dowodzi serdecznych stosunków panujących w rodzinie Żytomirskich i przedstawia relacje międzypokoleniowe (spacer dziadka Froima z wnukami, pożegnanie z wyjeżdżającym do Palestyny Leonem, spotkania rodzinne itp.). Tym albumom internetowym towarzyszy papierowa broszura „Henio. Historia jednego życia”. Według Ewy Stańczyk ta książeczka sugeruje analogię z „Księgami Pamięci”, ale w przeciwieństwie do nich, napisana jest przez gojów.
18 sierpnia 2009 roku pojawił się profil Henia na Facebooku. Był on moderowany przez pracownika Bramy Grodzkiej Piotra Brożka, który w imieniu chłopca publikował zdjęcia i posty w języku polskim. Gdy do grona internetowych znajomych Henia zaczęli dołączać obcokrajowcy, sami tłumaczyli posty Henia na inne języki. W Ośrodku zgromadzono wiele informacji o Heniu (włącznie z fotografiami i listami udostępnionymi przez krewnych z rodziny Żytomirskich) i na tej podstawie zaproponowano treść wpisów chłopca. „Henio” publikował dość proste teksty o życiu codziennym, na przykład następujący:

Mam siedem lat. Mam mamę i tatę. Mam swoje ulubione miejsce. Nie każdy ma mamę i tatę, ale każdy ma swoje ulubione miejsce. Dziś postanowiłem, że nigdy nie wyjadę z Lublina. Zostanę tu na zawsze. W moim ulubionym miejscu. Z mamą i tatą. W Lublinie.

Projekt ten wzbudził dyskusję na temat etycznego aspektu założenia strony w imieniu zamordowanego dziecka. Przeciwko tej formie upamiętnienia ofiar Holokaustu występował szczególnie lubelski historyk Adam Kopciowski. Jednak kuzynka Henia, Netta Avidar, w notatce na jego profilu napisała:

Staramy się odtworzyć jego życie w getcie, z zeznań Ocalałych, z dokumentów, z wiedzy o historii Lublina w okresie okupacji hitlerowskiej. Z nich wszystkich staramy się odgadnąć, co mogłoby być jego świadectwem. Henio jest również reprezentantem, symbolem, ikoną. Jego postać reprezentuje zniszczenie historycznej społeczności żydowskiej Lublina.

Profil Henia jest przykładem tego, jak portale społecznościowe mogą być z powodzeniem wykorzystywane w celach edukacyjnych. Henio zebrał maksymalną liczbę znajomych dla indywidualnego profilu. W lipcu 2010 roku profil został zamknięty ze względu na zasadę zakazującą tworzenie kont na Facebooku w imieniu osób trzecich.
Komiks o Heniu. W 2012 roku, 70 lat po likwidacji getta w Lublinie, historia Henia Żytomirskiego została zawarta w formie czarno-białego komiksu „Spacer”. Format ten został wybrany szczególnie w celu sięgnięcia do docelowej grupy odbiorców – dzieci i młodzieży. W komiksie Henio spaceruje z ojcem po Lublinie. Szmuel chce iść do krawca odebrać szkolny mundurek dla chłopca, a Henio woli iść na lody. Po drodze spotykają znajomych, z którymi rozmawiają o zbliżającym się wyjeździe do Palestyny. W tej historii nie ma mowy o nadchodzącej tragedii. Dopiero na końcu książeczki umieszczone jest ostatnie zdjęcie chłopca, a za nim komentarz:

Miejsce, które widać na fotografii na poprzedniej stronie znajduje się w samym centrum Lublina. Nie wyróżnia się niczym szczególnym i nie zwraca na siebie żadnej uwagi. W lipcu 1939 roku właśnie tu na chwilę stanął mały żydowski chłopczyk, Henio Żytomirski. Ojciec zrobił mu zdjęcie. Zdjęcie ocalało. Henio zginął podczas okupacji.